# Liste der Naturdenkmale in Nassau (Lahn)
Die Liste der Naturdenkmale in Nassau nennt die im Gemeindegebiet von Nassau ausgewiesenen Naturdenkmale (Stand 20. Mai 2024).

## Naturdenkmale
| Nr.         | Bezeichnung                | Lage                                                         | Beschreibung | Bild                                    |
| ----------- | -------------------------- | ------------------------------------------------------------ | --- | --------------------------------------- |
| ND-7141-425 | Eibengruppe                | Nassau, Bahnhofstraße, hinter Nr. 14 Lage                    | Taxus baccata, drei Bäume, um 1880 gepflanzt, 14 m hoch bei bis zu 0,73 m Durchmesser                                 | Direkt Bild zu diesem Denkmal hochladen |
| ND-7141-426 | Baumgruppe an der Maleiche | Bergnassau, südöstlich des Ortes; Abteilung Galgenstück Lage | Quercus robur, um 1680 gekeimt, 16 m hoch bei 1,27 m Durchmesser, Quercus robur, um 1200 gekeimt, und Fagus sylvatica | Direkt Bild zu diesem Denkmal hochladen |